# Propnight
Propnight — компьютерная игра, разработанная якутской студией Fntastic и изданная компанией MyTona. Анонс состоялся 15 октября 2021 года. Выход игры состоялся 1 декабря 2021 года на платформе Windows.
22 декабря 2023 года студия Fntastic сообщила, что серверы игры будут отключены 22 января 2024 года.

## Игровой процесс
Propnight — игра в жанре пряток. В одном матче может принимать участие до 5 игроков, где один из них — убийца. Выжившим предстоит починить 5 пропмашин[что?]. Помимо этого, выжившим нужно прятаться от убийцы. Делать они это могут с помощью превращений в разные предметы. После того, как выжившие починили все пропмашины, им необходимо открыть двери, которых на карте две.

## Сюжет
Сюжет игры оставлен загадочным. В интервью Анна Васильева, директор по коммуникациям Fntastic, объяснила, что «У Propnight есть свой загадочный лор, и мы с радостью продумали множество мелочей, которые можно заметить, играя в игру. Не хотелось бы отбирать у игроков удовольствие строить теории и догадываться обо всем самим».